# Cyanolimnas cerverai
Il rallo di Zapata (Cyanolimnas cerverai Barbour e J. L. Peters, 1927), unica specie del genere Cyanolimnas Barbour e J. L. Peters, 1927, è un uccello della famiglia dei Rallidi originario di Cuba.

## Tassonomia
Il rallo di Zapata è stato descritto per la prima volta dall'erpetologo americano Thomas Barbour e da un suo compatriota, l'ornitologo James Lee Peters, nel 1927. I due lo ritennero abbastanza differente dagli altri Rallidi da porlo in un genere a parte, Cyanolimnas. Il nome del genere deriva dal greco antico kuanos, «blu scuro», e dal latino moderno limnas, «rallo» o «schiribilla»; il nome specifico cerverai, invece, commemora lo scopritore della specie, Fermín Zanón Cervera, un soldato spagnolo rimasto a Cuba dopo la guerra ispano-americana e divenuto un naturalista di professione.
Cervera aveva accompagnato Barbour durante alcune precedenti visite a Cuba, e quando quest'ultimo udì voci riguardanti la presenza di strani uccelli nell'area di Zapata inviò lo spagnolo a effettuare una serie di viaggi nella regione. Cervera, finalmente, riuscì a trovare il rallo nei pressi del piccolo insediamento di Santo Tomás (in lingua spagnola la specie è nota appunto come Gallinuela de Santo Tomás). Nella stessa occasione Cervera scoprì anche lo scricciolo e il passero di Zapata, e in suo onore è stato intitolato il nuovo centro ecologico del Parco Nazionale della Ciénaga de Zapata.
La famiglia dei Rallidi comprende 151 specie suddivise in almeno 38 generi, sebbene il numero di essi vari a seconda del punto di vista degli studiosi. Il rallo di Zapata è l'unica specie del genere Cyanolimnas, ed è considerato una forma intermedia tra altri due generi del Nuovo Mondo, Neocrex e Pardirallus. Tutte e sei le specie appartenenti a questi tre generi hanno il becco lungo, cinque di esse hanno un piumaggio dai toni scialbi, e tutte tranne una hanno una macchia rossa alla base del becco. Si ritiene che esse discendano da un progenitore comune simile alle attuali specie del genere Amaurornis.

## Descrizione
Il rallo di Zapata è un Rallide di medie dimensioni (circa 29 cm di lunghezza) dal piumaggio scuro. Le regioni superiori sono di colore bruno-oliva, mentre la fronte, i lati della testa e le regioni inferiori sono di colore grigio-ardesia, con alcune striature bianche sulla parte inferiore dell'addome. I fianchi sono di colore grigio-bruno e il sottocoda è bianco. Iride, zampe e piedi sono rossi, mentre il becco è giallo con una macchia rossa alla base. Le penne della coda non sono ben impiantate, e le ali sono molto corte e arrotondate. I sessi hanno aspetto simile, ma gli esemplari immaturi hanno una colorazione più scialba e piedi e becco di colore oliva; i pulcini, come quelli di tutti i Rallidi, sono ricoperti da un piumino nerastro. Il richiamo del rallo di Zapata è stato descritto come una sorta di cutucutu-cutucutu-cutucutu rimbombante simile al suono emesso dall'assiolo di Cuba, o come un acuto kuvk kuck simile al richiamo del serracura. Tuttavia, è probabile che tali suoni descritti appartengano, in realtà, al rallo macchiato.
Non esistono specie simili a Cuba; il rallo macchiato, anch'esso presente sull'isola, ha all'incirca le stesse dimensioni, ma ha il piumaggio quasi interamente ricoperto da macchie e fasce bianche. Il rallo di Zapata ha una colorazione intermedia tra quella della schiribilla colombiana e quella del rallo plumbeo, ma queste due specie vivono unicamente nel Centro e nel Sudamerica.

## Distribuzione e habitat

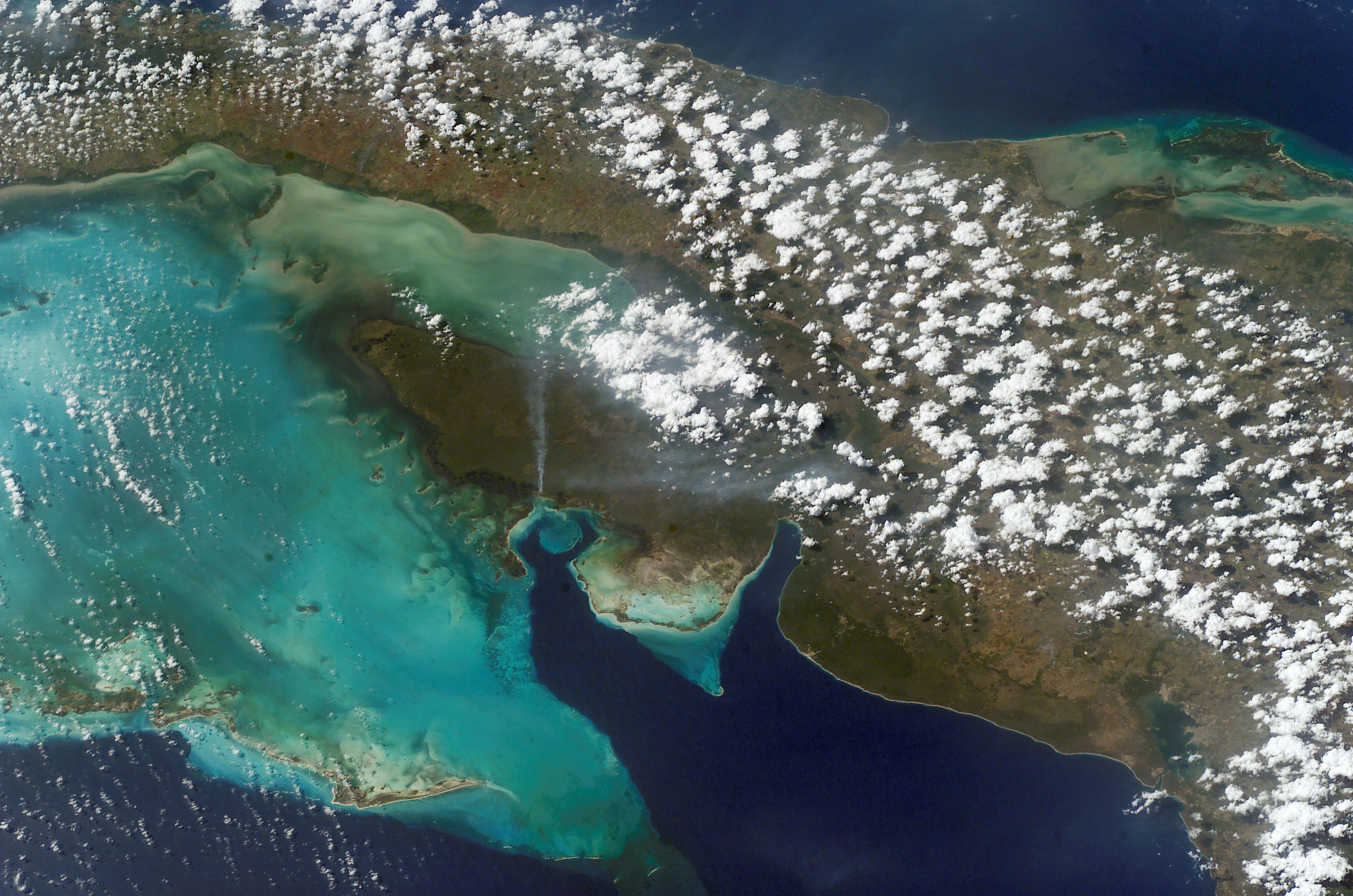
Veduta aerea della palude di Zapata.

Il rallo di Zapata, endemico di Cuba, è diffuso unicamente nel settore settentrionale della palude omonima (4500 km²), che è anche l'unico luogo al mondo dove è presente lo scricciolo di Zapata e la sottospecie nominale del passero di Zapata. Il rallo di Zapata predilige le aree di vegetazione inondata, ove le piante misurano 1,5–2 m di altezza, costituite da paludi di arbusti intricati e alberi bassi, preferibilmente nei pressi di zone dal terreno rialzato. Tra i vegetali tipici di queste paludi ricordiamo l'albero della cera, il salice Salix longipes, il falasco Cladium jamaicensis e la tifa a foglia stretta.
In passato il rallo era molto più diffuso: sue ossa fossili sono state trovate a L'Avana, a Pinar del Río e sull'isola della Gioventù. Barbour, tuttavia, non riteneva che il rallo, il passero e lo scricciolo di Zapata fossero specie relitte che in passato erano diffuse in tutta Cuba (come, ad esempio, l'hutia nano e il coccodrillo cubano), dal momento che questi uccelli presentano tutta una serie di adattamenti alla vita nelle paludi. Egli sosteneva che condizioni ambientali simili a quelle odierne fossero presenti sulla vasta zona attualmente sommersa che si allunga verso l'isola della Gioventù e, forse, lungo le coste meridionali di Cuba, della quale oggi rimangono unicamente dei banchi di sabbia poco profondi sui quali crescono sparuti gruppetti di mangrovie. Gli uccelli fossilizzati ritrovati sull'isola della Gioventù erano più piccoli di quelli odierni, ma la scarsità del materiale disponibile rende impossibile stabilire con esattezza se fossero appartenuti a una specie distinta.

## Biologia

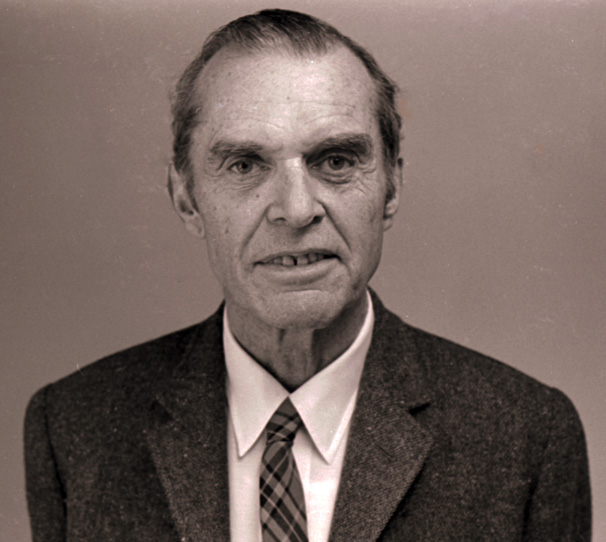
James Bond è stato l'unico a trovare il nido e le uova del rallo di Zapata.

Il rallo di Zapata generalmente nidifica tra i falaschi della specie Cladium jamaicensis, edificando il nido sopra il livello dell'acqua, su un cespo d'erba rialzato. La riproduzione ha luogo verso settembre, e forse anche in dicembre e gennaio. L'ornitologo americano James Bond trovò un nido contenente tre uova bianche posto a 60 cm di altezza sul livello dell'acqua, tra i falaschi, ma oltre a questi pochi dati, conosciamo ben poco sulle abitudini riproduttive della specie. I Rallidi sono animali generalmente monogami, e tutti danno alla luce pulcini precoci che vengono nutriti e accuditi dai genitori.
Il rallo di Zapata è solito andare in cerca di cibo tra i falaschi. La sua dieta non è conosciuta, ma la maggior parte dei Rallidi di palude sono onnivori, e si nutrono di invertebrati e sostanze vegetali. Durante la stagione delle piogge gli esemplari possono disperdersi, per poi ritornare nelle zone permanentemente inondate durante i mesi secchi.
Questa specie, così come altri Rallidi, è difficile da avvistare, dal momento che è solita spostarsi tra i falaschi, ove si rannicchia al minimo segnale di pericolo, ma generalmente non è particolarmente timida. Talvolta, quando viene disturbata, corre per pochi metri, ma poi si ferma, solleva la coda e mostra le caratteristiche piume bianche del sottocoda. Malgrado abbia ali brevi, il rallo di Zapata non è incapace di volare. Sulla base delle caratteristiche morfologiche potrebbe essere considerato tale, dal momento che possiede cintura scapolare e ali ridotte come quelle di altri Rallidi non volatori, ma Bond sostenne di averne visto uno attraversare in volo un canale largo tre metri.

## Conservazione

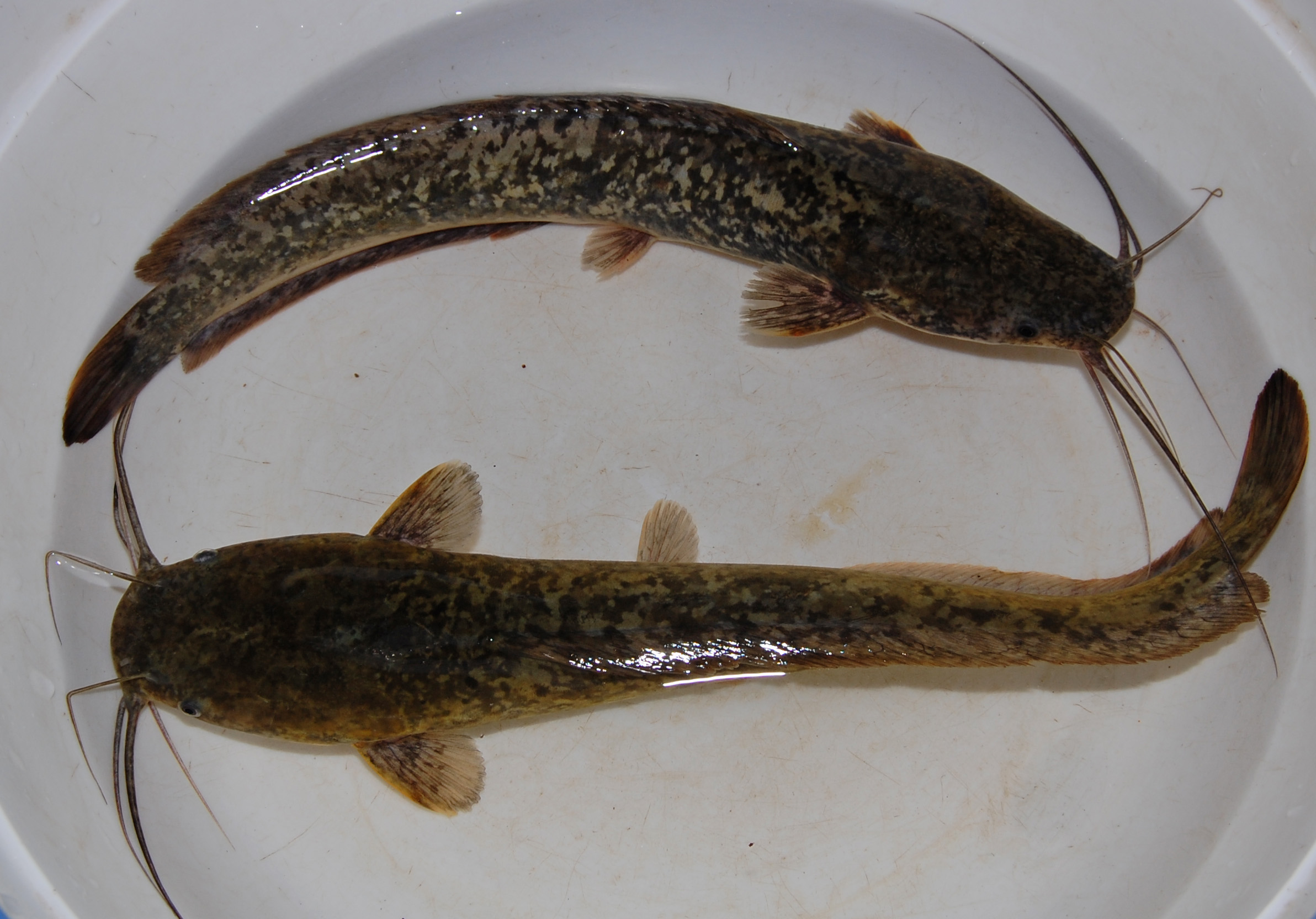
Il pesce gatto africano è il principale predatore dei pulcini di rallo.

Le specie insulari di rallo sono particolarmente minacciate di estinzione, dal momento che sono quasi tutte incapaci di volare o deboli volatrici, e quindi piuttosto suscettibili agli attacchi dei predatori introdotti. Dal 1600 sono già scomparse venti specie, e più di 30 sono a rischio di estinzione.
Sembra che fino al 1931 il rallo di Zapata fosse piuttosto numeroso nella zona di Santo Tomás, ma da allora la specie venne nuovamente avvistata solo negli anni '70, quando ne furono trovati degli esemplari nella Laguna del Tesoro, distante 65 km. I pochi avvistamenti avvenuti in seguito lasciano ipotizzare che la popolazione sia molto esigua, ma malgrado l'uccello non fosse più stato avvistato da due decenni, nel 1998 ne furono trovati degli esemplari in due nuove località della palude di Zapata: dieci a Peralta e sette ad Hata de Jicarita. Sulla base di questi pochi dati è stato stimato che nell'area di 230 ha compresa tra le due località fossero presenti 70-90 ralli.
Il rallo di Zapata è presente in un'unica area, vasta circa 1000 km², e la sua ridotta popolazione, stimata sulla base di recenti ricerche e sopralluoghi sul posto sui 250-1000 esemplari, è ritenuta in diminuzione. In passato, il taglio dell'erba per la costruzione di tetti di paglia ha portato a una notevole rarefazione dei siti di nidificazione, e la distruzione dell'habitat a opera degli incendi che scoppiano durante la stagione arida continua tuttora. La predazione da parte delle piccole manguste indiane e dei ratti, entrambi introdotti dall'uomo, costituisce un altro problema, e, più recentemente, un'altra specie introdotta, il pesce gatto africano, Clarias gariepinus, è stata riconosciuta come una grande predatrice di pulcini di rallo.
Fino al 2011, sulla Lista Rossa della IUCN il rallo di Zapata veniva classificato tra le specie in pericolo, mentre ora compare tra quelle in pericolo critico. Inoltre, data la scarsità di notizie riguardanti il richiamo di questa specie, alcuni studiosi ritengono che essa sia più rara di quanto si ritenga attualmente.
Due siti dove la specie è ancora presente sono situati entro i confini di aree protette, il Rifugio Faunistico del Corral de Santo Tomás e l'area turistica naturale della Laguna del Tesoro. Recentemente sono state effettuate delle ricerche in tutto l'areale della specie, e gli studiosi hanno proposto varie misure di conservazione da attuare, tra le quali il controllo degli incendi.

### Minacce future
Sono all'opera progetti per incoraggiare più turisti, prevalentemente provenienti dall'Europa, a visitare la zona di Zapata, e se in futuro gli Stati Uniti consentiranno ai loro cittadini di visitare Cuba, questo potrebbe peggiorare ancora gli effetti causati dall'ecoturismo. Tale pratica potrebbe avere un impatto negativo sulla palude, ma il Ministro del Turismo di Cuba, Manuel Marrero, e Pablo Bouza, il direttore del Parco nazionale della Ciénaga de Zapata, sostengono entrambi che l'incremento del turismo potrebbe essere sostenibile.
A lungo termine, la sopravvivenza della palude stessa, tutelata dalla Convenzione di Ramsar, potrebbe essere minacciata. L'innalzamento del livello dei mari a causa del riscaldamento globale potrebbe contaminare l'area umida con acqua salata, danneggiando le piante e la fauna, e gli studiosi ritengono che a partire dal 2100 l'area della Ciénaga de Zapata si ridurrà di un quinto. Il riscaldamento delle acque oceaniche in seguito ai cambiamenti climatici potrebbe inoltre causare uragani e periodi di siccità più violenti. Bouza ritiene che le piante distrutte dagli uragani possano fornire eventuale combustibile per gli incendi, una volta essiccate.